# Museu Ainu de Shiraoi
O Museu Ainu de Shiraoi é o mais importante museu japonês sobre o tema do povo ainu. Localiza-se na cidade de Shiraoi, na prefeitura e ilha de Hokkaido.